# Instituto Geológico
O Instituto Geológico (IG) foi um órgão público do estado de São Paulo criado com esta denominação em 1975, responsável por realizar pesquisas científicas em geociências e meio ambiente, gerando conhecimentos necessários à implementação de políticas públicas no território paulista. Tem sua origem na Comissão Geográfica e Geológica de São Paulo, o mais antigo órgão de pesquisa do poder executivo paulista, fundado em 1886. Sendo esta comissão substituída, em meados de 1931, pelo Departamento Geográfico e Geológico que foi transformado, em 1938, no Instituto Geográfico e Geológico - IGG sendo este posteriormente desmembrado repassando parte das atribuições ao Instituto Geológico, Instituto Geográfico e Cartográfico e DAEE. Desde 1986, encontra-se vinculado à Secretaria do Meio Ambiente do Estado de São Paulo. Em 2021 foi incorporado ao Instituto de Botânica e com a Fundação Florestal formando o IPA – Instituto de Pesquisas Ambientais .
O instituto desenvolve pesquisas em diversos temas e áreas, tais como geotecnia, geomorfologia, água subterrânea, recursos minerais, desastres naturais, poluição, zoneamento, gestão de unidades de conservação, levantamentos básicos em geociências, sistemas gerenciadores de informação e educação ambiental, visando sua aplicação na solução de problemas ambientais emergentes ou que demandam soluções a médio e longo prazo, bem como na prestação de serviços à população e de assessoria técnica às prefeituras, curadorias de meio ambiente e outras instituições congêneres.
O instituto também estuda e viabiliza projetos em parcerias com órgãos da iniciativa pública e privada e executa serviços de perfuração de poços profundos para o abastecimento de água em municípios do interior paulista, além de ministrar diversas modalidades de cursos e treinamentos, de palestras a disciplinas de pós-graduação, e organizar eventos voltados à difusão e transferência de tecnologia nas áreas de geociências e meio ambiente.
A coordenação da instituição atual (IPA) encontra-se cidade de São Paulo, no bairro de Pinheiros . Conserva vastas coleções referentes às suas áreas de atuação institucional (destacando-se os acervos de mineralogia e paleontologia) e mantém o Museu Geológico Valdemar Lefèvre, (MUGEO) no Parque da Água Branca. Possui uma biblioteca especializada com cerca de 12.000 títulos de livros e 800 títulos de periódicos, mapoteca com cerca de 10.000 mapas, acervo de documentação técnico-científica e histórica na área de geociências (cerca de 15.000 itens) e uma coleção de fotografias aéreas do território paulista (10.000 itens). Publica regularmente artigos científicos de diversas áreas das geociências, de pesquisadores do instituto e de outras organizações, e o Boletim do Instituto Geológico, destinado à publicação de trabalhos mais diretamente relacionados aos projetos internos. Eventualmente, edita publicações especiais, na forma de livros e folhetos .